# Grand Prix-wegrace van Finland 1979
De Grand Prix-wegrace van Finland 1979 was de tiende race van het wereldkampioenschap wegrace-seizoen 1979. De races werden verreden op 29 juli 1979 op het stratencircuit Imatra (Zuid-Finland).

## Algemeen
Het stratencircuit in Imatra was helemaal veranderd: het was flink ingekort waardoor de springbult verdwenen was en de hobbelige parallelweg was voorzien van een chicane om de snelheden te drukken. De start lag dichter bij het rennerskwartier en was verbreed. Er was financiële steun van de Finse regering gekomen om via een vijfjarenplan het circuit verder te verbeteren, maar de financiële zorgen waren daarmee niet voorbij, want de regering had alle vormen van tabaksreclame verboden en daardoor verloor de Finse Grand Prix haar hoofdsponsor Marlboro. In tegenstelling tot de Zweedse GP werden de vier klassen in Finland op één dag verreden. Prettiger voor het publiek, maar toen de eerste klasse (350 cc) moest worden uitgesteld door de stortbuien schoof het hele programma op en de laatste klasse (500 cc) startte pas na 18.00 uur.

## 500 cc
Boet van Dulmen kreeg in Finland poleposition met een tijd die ruim twee seconden sneller was dan die van de concurrentie. De Finse tijdwaarnemers maakten wel vaker fouten en deze tijd van 1'53"7 werd dan ook betwijfeld, zelfs door van Dulmen zelf. Voor de start werden de coureurs nog even voor een lastige keuze v.w.b. de banden gesteld: de baan was de hele middag nat geweest maar nu scheen de zon. De meeste coureurs kozen voor slicks, maar Marco Lucchinelli koos achter voor een intermediate en Wil Hartog, Steve Parrish en Christian Sarron monteerden voor en achter intermediates. Jack Middelburg nam in de race meteen de leiding, maar bij de eerste doorkomst reed Boet van Dulmen al op kop, voor Hartog, Roberts, Sheene en Middelburg. Roberts ging in een bocht rechtdoor en kon geen rol meer spelen toen hij ook nog carburatieproblemen kreeg, net als Virginio Ferrari die toeren verloor en met drie ronden achterstand vijftiende werd. Wil Hartog kreeg weer last van hangende gasschuiven en werd slechts tiende. Van Dulmen reed ondertussen resoluut naar de overwinning voor Randy Mamola, die Sheene afschudde toen die bandenproblemen kreeg. Jack Middelburg reed de snelste ronde maar kwam net tekort om de derde plaats van Sheene af te nemen. In de laatste ronde maakte Johnny Cecotto netjes plaats voor Roberts, die daardoor een extra punt voor het wereldkampioenschap kon halen.

### Uitslag 500 cc
| Pos | Coureur           | Merk       | Tijd           | Punten         |
| --- | ----------------- | ---------- | -------------- | -------------- |
| 1   | Boet van Dulmen   | Suzuki     | 52' 27" 9      | 15             |
| 2   | Randy Mamola      | Suzuki     | +13" 0         | 12             |
| 3   | Barry Sheene      | Suzuki     | +17" 8         | 10             |
| 4   | Jack Middelburg   | Suzuki     | +18" 0         | 8              |
| 5   | Christian Sarron  | Yamaha     | +27" 0         | 6              |
| 6   | Kenny Roberts     | Yamaha     | +35" 0         | 5              |
| 7   | Johnny Cecotto    | Yamaha     | +36" 0         | 4              |
| 8   | Philippe Coulon   | Suzuki     | +45" 2         | 3              |
| 9   | Marco Lucchinelli | Suzuki     | +48" 1         | 2              |
| 10  | Wil Hartog        | Suzuki     | +51" 8         | 1              |
| 11  | Steve Parrish     | Suzuki     | +1 ronde       |                |
| 12  | Markku Matikainen | Suzuki     | +1 ronde       |                |
| 13  | Peter Sjöström    | Suzuki     | +2 ronden      |                |
| 14  | Gerhard Vogt      | Suzuki     | +2 ronden      |                |
| 15  | Virginio Ferrari  | Suzuki     | +3 ronden      |                |
| 16  | Peter Sköld       | Suzuki     | +3 ronden      |                |
| DNF | Franco Uncini     | Suzuki     | uitlaat        |                |
| DNF | Willem Zoet       | Suzuki     | koelwaterslang | koelwaterslang |
| DNF | Michel Rougerie   | Suzuki     |                |                |
| DNF | Graziano Rossi    | Morbidelli |                |                |
| DNF | Dennis Ireland    | Suzuki     |                |                |
| DNF | Seppo Rossi       | Suzuki     |                |                |
| DNF | Lennart Bäckström | Suzuki     |                |                |
| DNF | Timo Pohjola      | Suzuki     |                |                |
| DNF | Kimmo Kopra       | Yamaha     |                |                |
| DNF | Max Wiener        | Suzuki     |                |                |
| DNF | Børge Nielsen     | Suzuki     |                |                |
| DNF | Seppo Ojala       | Suzuki     |                |                |
| DNF | Bo Granath        | Yamaha     |                |                |
| DNF | Ikujiro Takai     | Suzuki     |                |                |
| DNF | Gustav Reiner     | Suzuki     |                |                |

## 350 cc
De 350cc-race in Finland moest worden uitgesteld omdat er door de hevige slagregens niet gereden kon worden. Walter Villa nam kopstart, gevolgd door Jon Ekerold, die nog lang niet genezen was van alle breuken die hij tijdens het seizoen had opgelopen. Villa miste een bocht waardoor Ekerold zelfs op kop kwam. Gregg Hansford, Kork Ballington en Patrick Fernandez reden naar Ekerold toe en Hansford wist vrij snel een gat te slaan, terwijl Ekerold's Yamaha vastliep. Ballington had veel moeite met de natte baan en viel, waardoor hij uiteindelijk slechts negende werd. Fernandez hield de tweede plaats vast. Pentti Korhonen werd in zijn thuisrace derde.

### Uitslag 350 cc
| Pos | Coureur            | Merk          | Tijd        | Punten      |
| --- | ------------------ | ------------- | ----------- | ----------- |
| 1   | Gregg Hansford     | Kawasaki      | 56' 40" 6   | 15          |
| 2   | Patrick Fernandez  | Yamaha        | +56" 5      | 12          |
| 3   | Pentti Korhonen    | Yamaha        | +1' 16" 4   | 10          |
| 4   | Toni Mang          | Kawasaki      | +1' 18" 0   | 8           |
| 5   | Roland Freymond    | Yamaha        | +1' 20" 0   | 6           |
| 6   | Christian Estrosi  | Kawasaki      | +2' 07" 6   | 5           |
| 7   | Bengt Elgh         | Yamaha        | +1 ronde    | 4           |
| 8   | Pekka Nurmi        | Yamaha        | +1 ronde    | 3           |
| 9   | Kork Ballington    | Kawasaki      | +1 ronde    | 2           |
| 10  | Max Wiener         | Yamaha        | +1 ronde    | 1           |
| 11  | Lennart Bäckström  | Yamaha        | +1 ronde    |             |
| 12  | Sadao Asami        | Yamaha        | +1 ronde    |             |
| 13  | Martti Solja       | Yamaha        | +1 ronde    |             |
| 14  | Seppo Kokkonen     | Yamaha        | +1 ronde    |             |
| 15  | Barry Woodland     | Yamaha        | +1 ronde    |             |
| 16  | Tony Head          | Yamaha        | +1 ronde    |             |
| 17  | Peter Baláž        | Yamaha        | +1 ronde    |             |
| DNF | Jakob Beck         | Yamaha        |             |             |
| DNF | Richard Hubin      | Yamaha        |             |             |
| DNF | Vic Soussan        | Yamaha        |             |             |
| DNF | Walter Villa       | Yamaha        | carburateur | carburateur |
| DNF | Michel Rougerie    | Bimota-Yamaha |             |             |
| DNF | Eero Hyvärinen     | Yamaha        |             |             |
| DNF | Jean-Marc Toffolo  | Yamaha        |             |             |
| DNF | Etienne Geeraerdt  | Yamaha        |             |             |
| DNF | Jon Ekerold        | Yamaha        | vastloper   |             |
| DNF | Carlos Lavado      | Yamaha        |             |             |
| DNF | Åke Grahn          | Yamaha        |             |             |
| DNF | Olivier Chevallier | Yamaha        |             |             |
| DNF | Alan North         | Yamaha        |             |             |
| DNF | Chas Mortimer      | Yamaha        |             |             |
| DNF | Esa Kytölä         | Yamaha        |             |             |
| DNF | Bo Granath         | Yamaha        |             |             |

## 250 cc
Graziano Rossi was aan een flinke opmars in de 250cc-klasse bezig, maar in Finland werd die onderbroken door carburatieproblemen. Terwijl voor de start het "2 minuten"-bord werd getoond, probeerden zijn monteurs het op te lossen, maar 30 seconden later werd er al gestart en Rossi's race was al voor de start voorbij. Net als in de 350cc-race werd de kopgroep gevormd door Gregg Hansford, Kork Ballington en Patrick Fernandez. Al vroeg in de race ondervonden Hans Müller en Randy Mamola hoe glad de baan was. Ze vielen en schoven meer dan 250 meter over de baan, zonder ernstige gevolgen. Hansford nam in de achtste ronde de leiding en samen met zijn Kawasaki-teamgenoot Ballington ging hij ervandoor. Toch won Ballington, Hansford werd tweede en Fernandez derde. Roland Freymond, die samen met Walter Villa en Toni Mang de achtervolgende groep had gevormd, werd vierde nadat Mang was gevallen. Mogelijk had Hansford de overwinning vrijwillig aan Ballington gelaten, want de wereldtitel kon Ballington nu nauwelijks meer ontgaan.

### Uitslag 250 cc
| Pos | Coureur             | Merk       | Tijd        | Punten      |
| --- | ------------------- | ---------- | ----------- | ----------- |
| 1   | Kork Ballington     | Kawasaki   | 54' 32" 8   | 15          |
| 2   | Gregg Hansford      | Kawasaki   | +0" 3       | 12          |
| 3   | Patrick Fernandez   | Yamaha     | +44" 7      | 10          |
| 4   | Roland Freymond     | Yamaha     | +49" 3      | 8           |
| 5   | Walter Villa        | Yamaha     | +57" 5      | 6           |
| 6   | Pentti Korhonen     | Yamaha     | +2' 01" 1   | 5           |
| 7   | Jean-François Baldé | Kawasaki   | +1 ronde    | 4           |
| 8   | Pekka Nurmi         | Yamaha     | +1 ronde    | 3           |
| 9   | Bengt Elgh          | Yamaha     | +1 ronde    | 2           |
| 10  | Sadao Asami         | Yamaha     | +1 ronde    | 1           |
| 11  | Carlos Lavado       | Yamaha     | +1 ronde    |             |
| 12  | Harald Bartol       | Yamaha     | +1 ronde    |             |
| 13  | Kenny Blake         | Yamaha     | +1 ronde    |             |
| 14  | Olivier Chevallier  | Yamaha     | +1 ronde    |             |
| 15  | Seppo Kokkonen      | Yamaha     | +1 ronde    |             |
| 16  | Åke Grahn           | Yamaha     | +1 ronde    |             |
| 17  | Martti Solja        | Yamaha     | +1 ronde    |             |
| 18  | Paolo Pileri        | Yamaha     | +2 ronden   |             |
| DNF | Toni Mang           | Kawasaki   | val         |             |
| DNF | Graziano Rossi      | Morbidelli | carburateur | carburateur |
| DNF | Eero Hyvärinen      | Yamaha     |             |             |
| DNF | Richard Hubin       | Yamaha     |             |             |
| DNF | Vic Soussan         | Yamaha     |             |             |
| DNF | Hans Müller         | Yamaha     | val         |             |
| DNF | Randy Mamola        | Yamaha     | val         |             |
| DNF | Reino Eskelinen     | Yamaha     |             |             |
| DNF | Olivier Liégeois    | Yamaha     |             |             |
| DNF | Alan North          | Yamaha     |             |             |
| DNF | René Delaby         | Yamaha     |             |             |
| DNF | Chas Mortimer       | Yamaha     |             |             |
| DNF | Clive Horton        | Yamaha     |             |             |
| DNF | Peter Sköld         | Yamaha     |             |             |
| DNF | Christian Estrosi   | Kawasaki   |             |             |

## 125 cc
Zonder de beste rijders Ángel Nieto en Thierry Espié (beiden geblesseerd) was de 125cc-race in Finland weinig spectaculair. Motobécane had de machine van Espié al na Assen aan Michel Rougerie gegeven, maar die kon er niet mee starten omdat hij gesponsord werd door ELF terwijl de Motobécane onder contract van Castrol stond. Ricardo Tormo had de minste moeite met de natte baan. Hij passeerde Patrick Plisson in de tweede ronde en hield de leiding tot aan de finish vast. Plisson viel kort daarna uit. De beide Minarelli's van Bruno Kneubühler en Pier Paolo Bianchi vielen uit en Matti Kinnunen werd in zijn thuisrace tweede, voor Hans Müller. Eugenio Lazzarini werd na een val in de mobiele kliniek voor een hersenschudding en een heupblessure behandeld.

### Uitslag 125 cc
| Pos | Coureur                      | Merk       | Tijd        | Punten      |
| --- | ---------------------------- | ---------- | ----------- | ----------- |
| 1   | Ricardo Tormo                | Bultaco    | 57' 23" 5   | 15          |
| 2   | Matti Kinnunen               | MBA        | +37" 0      | 12          |
| 3   | Hans Müller                  | MBA Elit   | +52" 4      | 10          |
| 4   | Stefan Dörflinger            | Morbidelli | +1' 36" 0   | 8           |
| 5   | Barry Smith                  | Morbidelli | +1' 36" 7   | 6           |
| 6   | Marcelino García             | Morbidelli | +1' 38" 4   | 5           |
| 7   | Stefan Jansen                | Morbidelli | +2' 04" 3   | 4           |
| 8   | Gert Bender                  | GB Bender  | +2' 09" 5   | 3           |
| 9   | Marc-Anton Constantin        | Morbidelli | +2' 19" 3   | 2           |
| 10  | August Auinger               | Morbidelli | +1 ronde    | 1           |
| 11  | Patrick Hérouard             | Morbidelli | +1 ronde    |             |
| 12  | Per-Edvard Carlsson          | Morbidelli | +1 ronde    |             |
| 13  | Ernst Fagerer                | MBA        | +1 ronde    |             |
| 14  | Clive Horton                 | Morbidelli | +1 ronde    |             |
| 15  | Johnny Wickström             | Morbidelli | +1 ronde    |             |
| 16  | Peter Looijesteijn           | MBA        | +1 ronde    |             |
| 17  | Reiner Koster                | MBA        | +2 ronden   |             |
| 18  | Paul Bordes                  | Morbidelli | +2 ronden   |             |
| 19  | Yves Dupont                  | Morbidelli | +2 ronden   |             |
| DNF | Patrick Plisson              | Morbidelli |             |             |
| DNF | Pier Paolo Bianchi           | Minarelli  | carburateur | carburateur |
| DNF | Eugenio Lazzarini            | Morbidelli | val         |             |
| DNF | Bruno Kneubühler             | Minarelli  |             |             |
| DNF | Thierry Noblesse             | Morbidelli |             |             |
| DNF | Maurizio Massimiani          | MBA        |             |             |
| DNF | Fernando González De Nicolás | Morbidelli |             |             |
| DNF | Jean-Louis Guignabodet       | Morbidelli |             |             |
| DNF | Harald Bartol                | Morbidelli |             |             |
| DNF | Roland Olsson                | Morbidelli |             |             |
| DNF | Gianpaolo Marchetti          | MBA        |             |             |
| DNF | Kees van de Ven              | MBA        |             |             |
| DNF | Matti Aalto                  | Maico      |             |             |
| DNF | Tore Alexandersson           | Morbidelli |             |             |

## Trivia
- Boet van Dulmen kreeg in Imatra bezoek van de Finse narcoticabrigade, die daarvoor speciaal uit Helsinki was gekomen. De vrachtauto werd onderzocht maar er werd niets gevonden. De oorzaak van het onderzoek was een aangifte van iemand die Boet een zware Van Nelle had zien draaien.

1932 · 1948 · 1949 · 1950 · 1951 · 1952 · 1953 · 1954 · 1955 · 1956 · 1957 · 1958 · 1959 · 1960 · 1961 · 1962 · 1963 · 1964 · 1965 · 1966 · 1967 · 1968 · 1969 · 1970 · 1971 · 1972 · 1973 · 1974 · 1975 · 1976 · 1977 · 1978 · 1979 · 1980 · 1981 · 1982